# Área de conservación Kanchenjunga
 El área de conservación Kanchenjunga es un área protegida en el Himalaya del este de Nepal que fue establecida en 1997. Cubre 2.035 km² en el distrito de Taplejung y comprende dos picos del Kanchenjunga. En el norte colinda con la Reserva Natural Nacional de Qomolangma en el Tíbet, y en el este con el parque nacional de Khangchendzonga en Sikkim. Al oeste limita con el distrito de Sankhuwasabha. Su altitud oscila entre los 1.200 y los 8.586 m. Forma parte del Paisaje Sagrado del Himalaya, que está siendo desarrollado por WWF Nepal en asociación con el Centro Internacional para el Desarrollo Integrado de las Montañas.

## Historia
Cuando se designó la Zona de Conservación Kanchenjunga en marzo de 1997, era la tercera Zona de Conservación de Nepal. En abril de 2003, se formó un Consejo de Gestión del Área de Conservación Kanchenjunga con el apoyo de WWF Nepal, compuesto por siete Comités de Usuarios de Áreas de Conservación, 44 Grupos de Usuarios y 32 Grupos Madres. Estas instituciones de base comunitaria apoyan la implementación efectiva de todas las actividades planificadas. En agosto de 2006, el Gobierno de Nepal entregó la gestión del área de conservación de Kanchenjunga al Consejo de Gestión.

## Vegetación
El paisaje de la zona de conservación de Kanchenjunga comprende tierras cultivadas, bosques, pastos, ríos, lagos de gran altitud y glaciares.

## Fauna
as especies de mamíferos incluyen el leopardo de las nieves, el oso negro asiático y el panda rojo. Las especies de aves simbólicas del área incluyen la fulvetta de pecho dorado, el gallo de nieve, el faisán de sangre y la chova piquirroja.
En abril de 2012, un gato leopardo fue grabado por una cámara trampa a una altitud de 4.474 m. Este registro constituye registro a más altura conocido hasta la fecha. Un leopardo melánico fue fotografiado a una altitud de 4.300 m en mayo de 2012. Se ha registrado una marta de garganta amarilla en una altitud de 4.510 m en  un prado alpino.